# Bataille de Piperdean
La bataille de Piperdean (anglais : Battle of Piperdean), opposa le royaume d'Angleterre et le royaume d'Écosse le 10 septembre 1436.
Une force anglaise conduite par Georges Dunbar, 11e comte de March, et Henry Percy, 2e comte de Northumberland, essaya de prendre le château de Dunbar, confisqué par le roi Jacques Ier et confié à William Douglas, 2e comte d'Angus quelques mois plus tôt. Percy et Dunbar arrivèrent avec 4 000 hommes.
Angus ne voulait pas subir un siège et décida de surprendre les Anglais pendant leur campagne. Une armée écossaise de la même taille que celle des Anglais, commandée par Angus, surprit Percy.
Bien que la bataille ait été une victoire incontestée des Écossais, il y a un doute quant au nombre de prisonniers et tués. L'historien George Ridpath affirme que les Écossais perdirent 200 hommes tandis que les Anglais en perdirent 1 500 dont 40 chevaliers.
Northumberland se retira au château d'Alnwick, mais il retourna rapidement en Écosse afin de secourir le château de Roxburgh, assiégé par Jacques Ier.